# 핼리팩스 대폭발
핼리팩스 대폭발(영어: Halifax Explosion)은 1917년 12월 6일 캐나다 노바스코샤주 핼리팩스에서 일어난 폭발 사고이다. 이 사고는 전시에 이용할 화약을 가득 실은 프랑스 화물선 SS 몽블랑이 베드포드 만과 핼리팩스 항구 상부를 잇는 해협에서 노르웨이 화물선 SS 이모와 충돌하여 발생한 사고이다. 충돌 약 20분 후, 프랑스 화물선 갑판에 화재가 발생하고 이 화재가 폭발성 화물에 번져 점화되어 폭발해 리치몬드 도시가 거의 폐허로 되었다. 약 2천명의 사람이 건물 파편, 붕괴, 화재 등으로 인해 사망하고, 9천명 이상이 부상을 입었다. 이 폭발은 핵무기가 개발되기 전까지 가장 큰 규모의 인공폭발이었으며, 폭발의 세기는 트라이나이트로톨루엔(TNT) 약 2.9킬로톤 정도의 화력으로 히로시마에 투하한 리틀 보이의 10분의 1 정도 화력이다. 1918년 5월, 캐나다 왕립 학회 회의에서는 댈하우지 대학교의 교수 하워드 L. 브로슨이 이 대폭발은 고성능 폭약 일부인 2,400톤이 폭발했을 것이라고 추측했다.
화물선 몽블랑은 프랑스 정부의 명령으로 해외에서 프랑스 보르도까지 가는 폭발성 화물을 운반하고 있었다. 대략 오전 8시 45분, 몽블랑은 뉴욕으로 구호 물자를 선적할려던 벨기에 구호위원회 소속의 아무것도 싣지 않은 전세선인 이모(Imo)와 1.6 km/h에서 2.4 km/h의 속도 정도의 느린 속도로 충돌했다. 그 결과 프랑스 선박 갑판에 화재가 일어나면서 급속도로 통제력을 잃기 시작했다. 적절하고 접근 가능한 소방 장비가 없어서 배의 선장, 승무원, 장병들은 사고 몇 분 만에 배를 포기해야만 했다. 약 20분 후인 오전 9시 4분 35초, 몽블랑은 엄청난 힘으로 폭발했다. 리치몬드 지역 전체를 포함한 반경 800m의 모든 구조물이 파괴되었다. 공기중의 P파로 인해 나무가 부러지고, 철도 레일이 구부러졌으며, 건물이 붕괴되고 선박이 지상 위로 올리왔으며 몽블랑 함선의 조각들은 수 킬로미터까지 날라갔다. 도시의 거의 모든 창이 강한 진동으로 인해 파손되었다. 항구 맞은 편에 위치한 다트머스에도 광범위한 피해가 발생했다. 충격파로 발생한 쓰나미로 인해 텁츠 코브 지역에 살았던 미크마크인 1세대 공동체는 거의 전멸하였다. 쓰나미가 네빈코브에 도달하면서 5명의 아이들이 익사하는 등 베드포드 만 전역에서 사상자가 발생했다.

## 전시의 핼리팩스

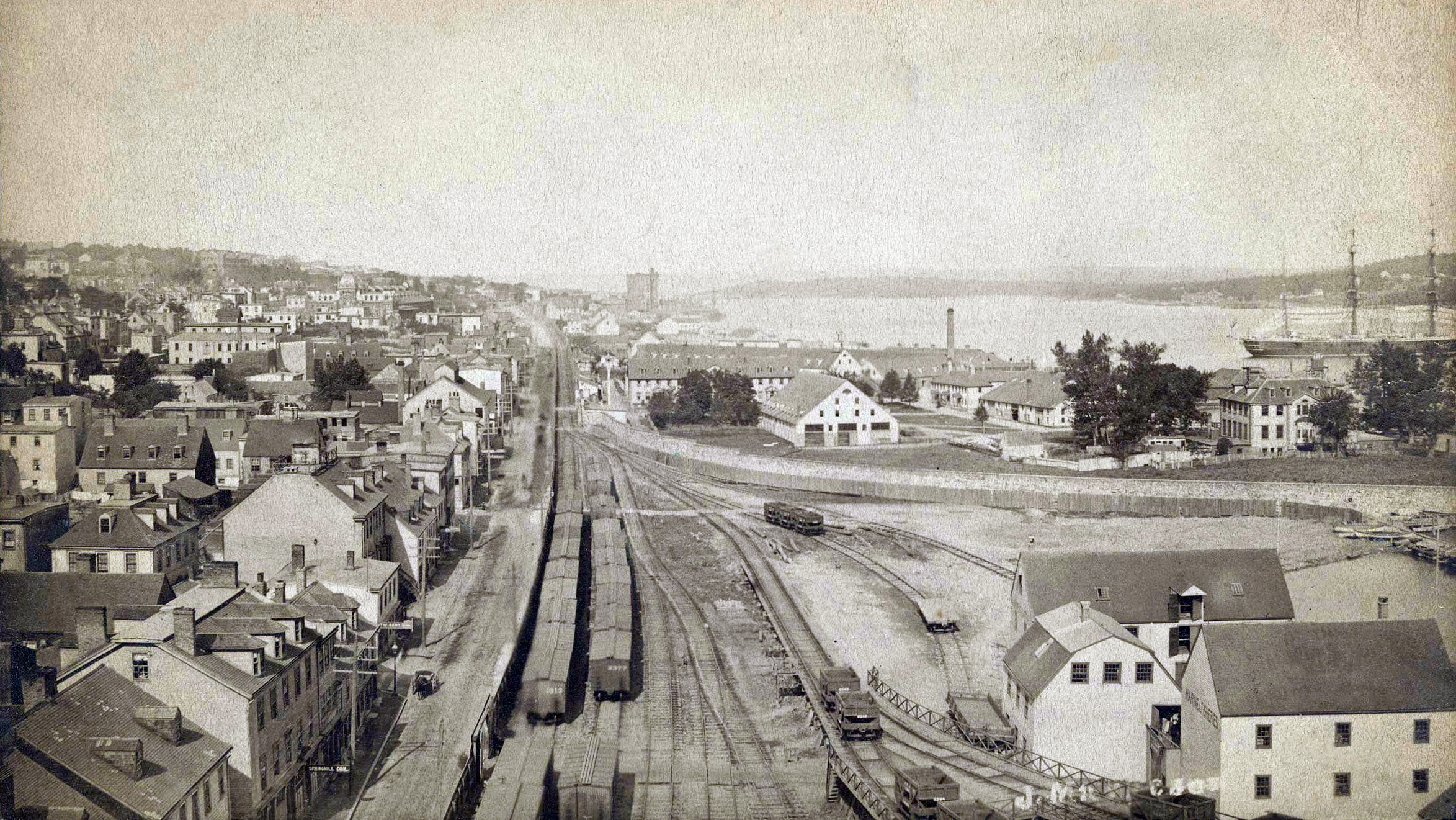
1900년도에 촬영한 아키디아 제당 회사 소속 곡물 수송 엘리베이터 앞에서 북쪽을 바라보고 찍은 모습. 사진의 모습이 1917년 대폭발로 폐허가 된 영역이다.

핼리팩스 항구는 세계에서 가장 깊은 유빙이 없는 항구이다. 다트머스는 항구 북쪽 해안에 자리잡고 있고, 핼리팩스 도시는 남쪽 해안에 자리잡고 있다. 핼리팩스와 다트머스는 전쟁기 동안 번성하게 되었다. 이 항구는 영국 해군의 가장 중요한 해군기지 중 하나로, 미국 독립 혁명, 나폴레옹 전쟁, 1812년 전쟁 당시 사략선의 모항이자 전시 무역을 위한 항구로 이용했다. 미국 남북 전쟁의 종전으로 캐나다와 미국 간 호혜 조약이 만료되었고, 이로 인해 미국으로 수출하는 제품에 대해 새롭게 관세가 붙여지게 되어 핼리팩스는 경제적 쇠퇴로 급락하였다. 영국 수비군이 1905년 철수한 이후로 핼리팩스 항구는 캐나다 민병대가 방어를 맡게 되었다. 영국 선원과 군인은 캐나다 민병대 및 국방부에게 장비 수 톤, 빈 막사, 퍼레이드 지대와 활기없는 조선소를 물려주었다. 도시 전체가 경제 침체에 빠지게 되었다. 1906년 이후, 캐나다 정부는 영국 해군에게서 핼리팩스 영국 해군 조선소를 인수했다. 이곳은 CFB 핼리팩스로 개칭되었고 이후 1910년부터 캐나다 왕립 해군의 사령부 중심지가 되었다.
그러나, 제1차 세계 대전 직전 캐나다 정부는 뒤늦게 이 도시가 단순한 통과점이 아닌 많은 중요성이 있는 지역임을 알았고, 항구와 부두 시설을 개발하기 위해 많은 비용의 노력을 들였다. 전쟁 발발은 핼리팩스를 다시 부활하게 만들었다. 갓 만들어진 캐나다 왕립 해군은 사실상 항해에 적합한 배가 없었고, 영국 해군은 대서양 항로 방어를 위한 기지로 북미의 핼리팩스를 계속 기지로 이용하게 되었다. 1915년, 항구 관리는 핼리팩스 항구 선장 관리인이자 수석 해군 장교, 선장 교육감, 캐나다 왕립 해군 대학(RNCC)의 공동 사령관인 은퇴 해군 장교 에드워드 해링턴 마틴 하의 캐나다 왕립 해군이 맡게 되었다.
1917년에는 핼리팩스와 다트머스의 인구가 65,000명으로 증가했다. 수송선단은 유럽 전장으로 군인, 인력, 동물, 보급품들을 운반했다. 또한, 1917년에는 시드니 동부 해안으로 향하는 호송선단(HMCS 랜즈도운)의 출발점은 핼리팩스 및 캐이프 브레턴이 되었다. 병원선의 부상자들도 이 곳으로 데려왔다.
독일군은 연합국의 대서양을 횡단하는 호송선단에 대한 유보트 공격이 성공하여 유럽으로 향하는 제품 및 군인에 대한 수송이 줄어들고 있었다. 항구 북서쪽 끝에 위치한 베드포드 만에 화물선이 몰려 있었고, 캐나다 왕립 해군 소속 방잠망 2개와 순찰선으로 보호받고 있었다. 호송선단은 영국 해군 소속 순양함과 구축함으로 호위를 받으면서 출발했다. 도시 및 항구는 포대와 방잠망으로 구성된 대형 주둔군이 보호하고 있었다. 도시에서 제조산업및 주택지 확장이 대형 군사 주둔을 불러오게 되었다. 항구를 거치는 물품의 중량은 거의 9배 증가했다. SS 이모 같은 중립국 선박은 북아메리카 항구로 정박할 수 있었으며, 검사를 위해 핼리팩스로 향하고 있었다.

## 재앙
노르웨이 배인 SS 이모는 벨기에로 구호 물자를 보내기 위해 뉴욕에서 네덜란드 로테르담으로 항해하고 있었다. 이 선박은 중립 검사를 위해 12월 3일 핼리팩스에 도착했고 이틀 동안 베드포드 만에 있으면서 연료를 보급받았다. 12월 5일 세관 검사가 통과되어 항구를 떠났지만, 석탄 50톤 보급이 연기되어 오후 늦게까지 출발하지 못했다. 밤에 대잠망이 올라갈 때까지 연료 보급을 받지 못했다. 따라서, 배는 다음날까지 닻을 올릴 수 없었다. 프랑스 화물선 SS 몽블랑은 12월 5일 뉴욕에서 핼리팩스로 도착했다. 선박 적하 목록에 따르면, 화물은 트라이나이트로톨루엔, 피크린산, 고농도의 벤졸, 니트로셀룰로오스 등 폭발물을 가득 채우고 있었다. 몽블랑은 유럽으로 출발하기 위해 베드포드 만 내로 진입하여 느린 호송선단에 합류하기 위해 준비하고 있었지만, 방잠망이 올라오기 전에 항구에 들어오지 못했다. 전쟁 전에는 위험물을 운송하는 선박은 항구에 정박하지 못했지만 독일 잠수함의 위협 때문에 이 규정은 느슨해졌다.

### 충돌과 화재

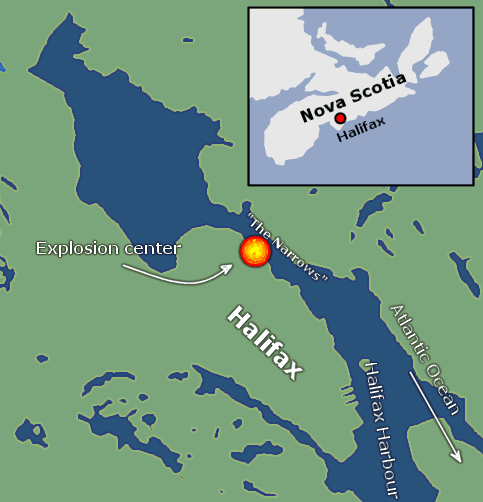
SS 이모와 SS 몽블랑의 충돌 지점과 폭발 지점.

베드포드 만 내의 내부 항구로 항해하기 위해서는 좁은 해협을 통과해야 했다. 1910년 국제해상충돌방지조약의 18조에 따르면, 선박이 통행할 것으로 예상되는 해협에서는 다가오는 배의 우현으로 통과할 것을 명시하고 있다. 다른 말로, 선박은 항구의 좌현 쪽으로 통과해야 했다. SS 이모는 12월 6일 선장 윌리엄 헤이즈가 갑판에 탑승한 이후 오전 7시 30분에 만을 떠날수 있는 허가를 받았다. 제독 관리자 에드워드 해링턴이 공표한 항공 공공교통 규칙에 따라서, 이모는 약 7노트를 최대로 한 제한된 속력으로 항해한 채 좁은 해협의 윗부분에 진입했다. SS 이모는 미국 소속의 부정기선 SS 클라라를 만났고 이 때, 에드워드 레너가 잘못 조종하여 항구의 서현으로 틀어서 항해한다. 그러나 항해사들은 서로를 잘 알고 있었고 확성기를 통해 각각 함선의 우현으로 통과하자는 데 합의했다. 하지만, 이후 해협 근처에서 베드포드 만의 항구로 항해하는 예인선 스텔라 마리스가 SS 이모 근처를 통과하면서 이모는 다트머스 해안 쪽으로 뱃머리를 더 꺾게 된다. 스텔라 마리스의 선장인 호레이쇼 브레넌(Horatio Brannen)은 이모가 과속하고 있다는 것을 발견하고 사고를 막기 위해 해안 서부로 배를 가까이 할 것을 명령했다.
저녁이 되기 전에 24년 동안 도선사를 해온 45세의 프랜시스 맥키(Francis Mackey)는 몽블랑에 탑생했다. 그러나, 방잠망이 이미 떠올랐기 때문에 배는 출항 허가를 받았지만 항구를 떠날려면 새벽까지 기다려야 했다. 그래서, 맥키는 선장의 손님으로써 배 갑판 위에서 밤을 보냈다. 새벽에, 배는 조지 섬을 지나 베드포드 만 쪽을 향했다. 배가 지나가면서 맥키는 핼리팩스-다트머스 지역의 연락선들과 이 지역의 기타 작은 보트들에만 신경을 집중했다. 맥키는 배를 제 9부두로 방향을 틀면서 이모를 발견했지만, 이 배의 경로는 이모 배의 우현 쪽으로 나타났기 때문에 배의 진로를 막고 있는 것처럼 보였다. 맥키는 배가 선로의 우측에 있음을 알리기 위해 짧게 호각 소리를 냈지만, SS 이모는 접근하는 선박에게 자신이 비켜줄 수 없다는 뜻의 2번 호각 소리를 냈다. 선장 르 메디치(Le Médec)와 맥키는 SS 이모가 왜 해협의 잘못된 방향에 있는 지 이유에 대해 식별할 수 없었다. 몽블랑의 선장은 엔진을 정지하고 각도를 약간 우현으로 틀어 다트머스의 수로로 들어가라고 명령했다. 그가 다른 선박도 우현으로 이동하길 바란다는 호각을 울려 또 다른 소리를 냈지만, 반대쪽 선박에서는 부정이라는 뜻의 2번의 소리를 냈다.
근처 선박에 있던 선원들이 두 선박 사이의 신호를 듣고, 이모와 몽블랑 간에 충돌이 임박한 것을 깨달았다. 두 선박은 이 시점에서 엔진을 껐지만, 각각 느린 속도로 서로의 우현에 부딪히기 직전에 있었다. 폭발성 화물이 싣어 있었기 때문에 충격을 두려움으로 배의 닻을 내릴 수 없었고, 항구 방향으로 어렵게 조종했고(키를 우현으로 둠) 마지막 몇 초 동안 노르웨이 선박과 충돌을 피하기 위해 뱃머리를 통과하고자 했다. 두 선박은 거의 평행한 상태까지 오게 되었고, 이모가 갑자기 3번의 호각소리를 내자 엔진을 역전시켰다. 벨러스트와 우현 프로펠러의 횡방향 추력으로 인해 뱃머리가 갑작스럽게 몽블랑 방향으로 휘었다. 선박 이모가 몽블랑의 1번 갑판 우현을 2.5m나 밀어냈다.
이 충돌은 오전 8시 45분에 일어났다. 이모의 엔진이 효과가 나타나기 시작하면서, 신속하게 분리되었고 이로 인해 몽블랑의 선체에 불꽃을 만들어냈다. 이 불꽃은 피크린산의 증기를 불붙게 만들었다. 불이 홀수선에서 시작하여 배 측면으로 빠르게 번졌고, 벤젠이 몽블랑 갑판에 짓눌린 드럼에서 새어나와 밖으로 분출되었다. 이 화재는 곧 통제 불가능해졌다. 두꺼운 검은 연기를 만들어내며 배 폭발을 두려워해 선장은 승무원에게 배를 포기하라고 지시했다. 핼리팩스 시민들은 길거리나 창문에서 불기둥을 보고 모여들었다. 몽블랑에서는 구명보트 2척에 탄 승무원들이 몽블랑이 폭발하고 있다고 소리치며 다른 선박들에게 알리고 있었지만, 소음과 혼란상으로 인해 제대로 전달할 수 없었다. 승무원들은 핼리팩스 해안에서 35m 떨어진 몽블랑 좌현으로 탈출했다. 구명보트는 다트머스 해안의 항구로 향했으며, 버려진 배는 조류와 함께 표류되어 6부두 근처의 리치몬드 거리까지 도달했다.

### 폭발

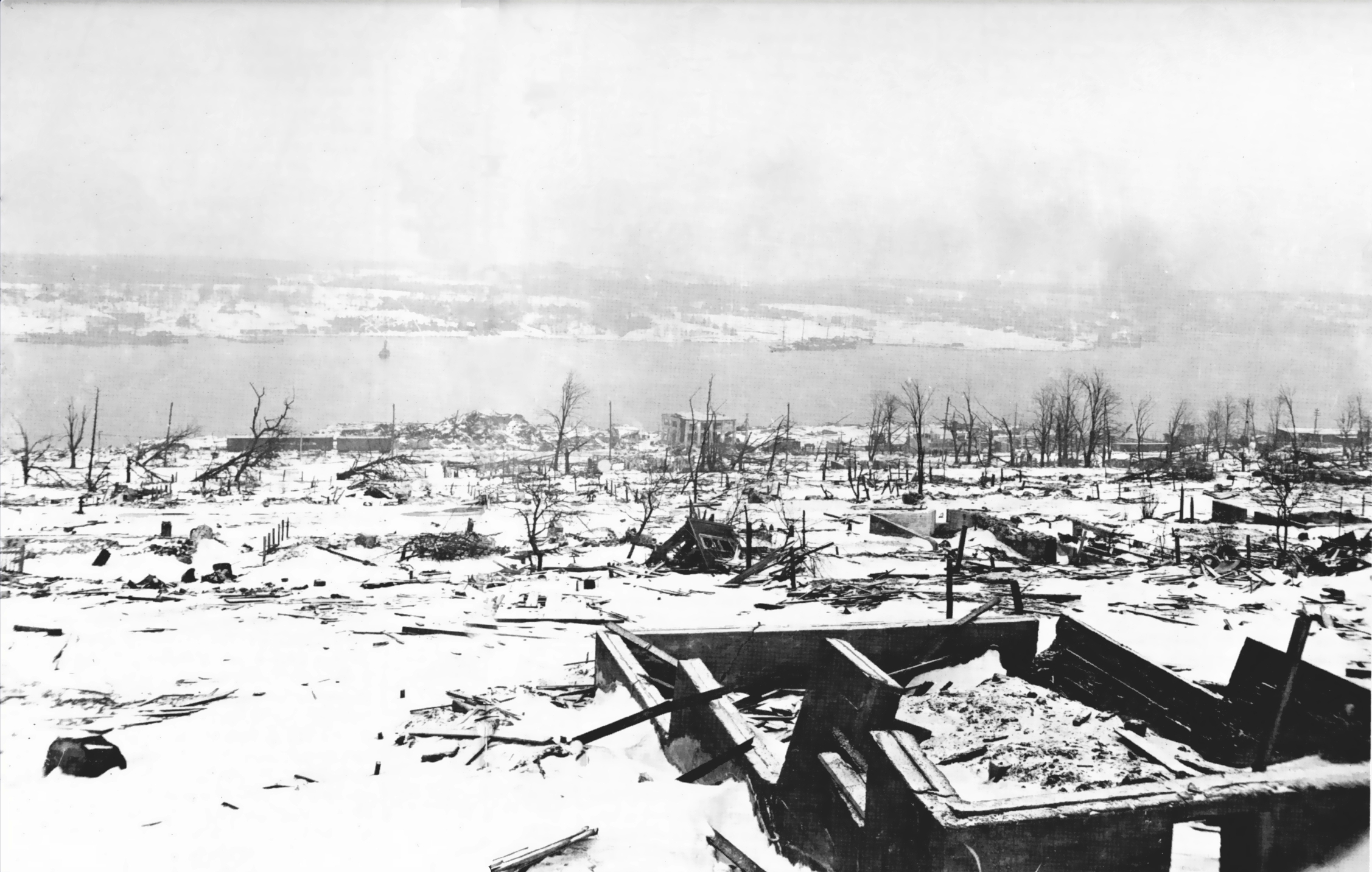
폭발 이틀 후, 항구의 다트머스 방향으로 본 황폐한 핼리팩스의 모습. SS 이모가 항구 반대편에서 좌초된 것을 볼 수 있다.

오전 9시 4분 35초, 통제가 불가능했던 몽블랑 갑판의 화재로 인해 옮겨붙은 폭발성 화물이 폭발했다. 배가 완전히 폭발하면서 선박 잔해는 공중 약 300m까지 던져졌다. 폭발 진동은 초당 1km를 움직였다. 폭발 당시 중심부는 온도가 5000 °C에 달했으며 수천 기압의 압력이 형성되었다. 철파편으로 이루어진 비가 다트머스와 핼리팩스에 내렸다. 몽블랑의 포신 중 하나가 폭발 현장에서 북쪽으로 약 5.6 km 떨어진 다트머스의 알브로 호수 근처에 떨어졌으며, 배의 앵커 부분은 남쪽으로 3.2 km 떨어진 아르므델에 떨어졌다.
폭발로 인한 연기가 고도 3,600m까지 올라갔다. 폭발로 인한 충격파는 음속의 23배로 움직이면서 멀리 케이프브레턴섬과 프린스에드워드아일랜드주에도 느껴졌다. 폭발로 인해 주변 160헥타르 지역이 완전히 파괴되었으며, 폭발로 인해 순식간에 물이 증발하며 항구 바닥이 드러냈다. 이 빈 공간을 채우기 위해 쓰나미가 발생하면서 항구의 핼리팩스 쪽에서는 약 18m 높이의 해일이 덮치게 되었다. SS 이모는 쓰나미로 인해 다트머스 해안으로 밀려나게 되었다.
이 폭발로 인해 즉시 1,600명 이상이 사망하고 9,000명이 부상을 입었다. 반경 2.6 km 내에 있는 모든 건물 12,000개 이상이 파괴되어 붕괴하거나 심각하게 손상을 입게 되었다. 자신의 집에서 폭발을 보게 된 수백명의 사람들이 폭풍파가 창문을 덮쳐 깨지면서 실명하게 만들었다. 폭발로 인한 충격으로 핼리팩스 전역의 스토브 및 램프가 뒤집어지면서 곳곳에서 화재가 발생했으며, 특히 노스 앤드 도시 전체 블록이 화재로 뒤덮으면서 주민 대부분이 사망했다. 폭발로 인해 날아가서 떨어진 소방수 빌리 웰스는 살아남아서 다음과 같이 말했다. "보이는 모습은 죽은 사람이 창문에 매달려 있는 무서운 모습이었다. 몇몇의 시체는 머리가 없었고, 일부는 머리가 전신에 걸려져 있었다." 그는 소방차 '파트리샤'의 승무원 8명 중 유일하게 살아 남은 사람이었다.
6부두 근처의 아카디아 제당, 힐스&선스 파운드리 같은 벽돌 공장은 잔해도 남지 않게 파괴되었고 근로자 대부분이 사망했다. 폭발 지점에서 1.5 km 떨어져 있던 노바스코샤 방적 회사는 폭발로 인해 콘크리트 벽이 붕괴되었고 화재가 나 파괴되었다.
캐나다 왕립 해군 대학도 심한 손상을 입고 생도 및 장교 대부분이 불구자가 되었다.
폭발로 인해 유리창이 깨진 범위는 약 16 km 떨어진 로어 새크빌 및 윈드소르 정선에도 미쳐 몇몇 건물이 손상을 입었다. 폭발 현장에서 100 km 떨어진 투르로와 뉴 글래슬로우에서는 건물이 흔들리고 선반 위의 물건이 떨어지는 피해가 있었다. 또한, 폭발은 북쪽으로 215 km 떨어진 샬럿타운과 북동쪽으로 360 km 떨어진 케이프브레턴섬에서도 느낄 수 있었다. 당시 캐나다의 부총리였던 로버트 보든은 폭발 당시 샬럿타운에 있었고, 주변의 관료들과 함께 폭발을 느낄 수 있었다. 그는 이틀 후에 핼리팩스를 방문하여 구조 및 복구 활동을 감독했다.

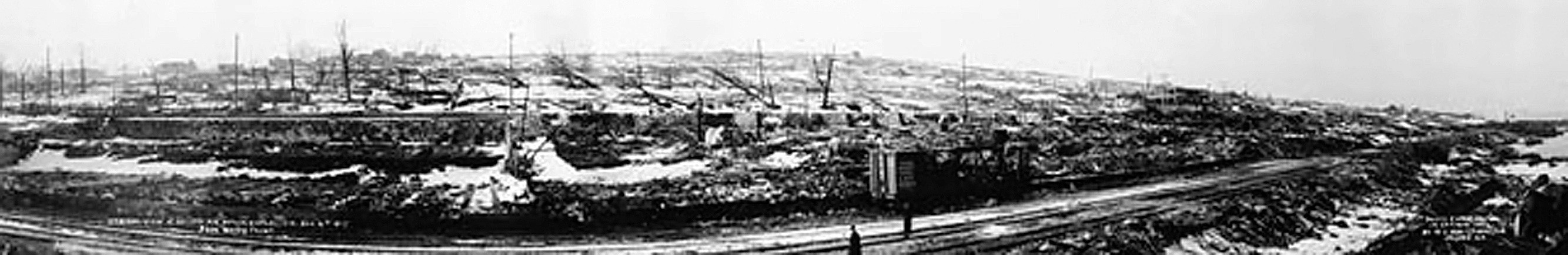
폭발 며칠 후 리치몬드 구의 파괴된 설탕 정유 공장 지구의 서쪽 물가에서 바라본 모습. 폭발의 흔적이 남아 있는 6부두는 사진 맨 오른쪽에 있다.

1994년 핼리팩스 역사학자인 제이 화이트는 130개 주요 폭발 사고를 비교하면서 "핼리팩스 항구의 폭발은 사상자의 수, 폭발 힘, 파괴 반경, 폭발성 물질 양, 재산 피해 5가지 항목에서 어느 사고도 따라잡을 수 없는 매우 높은 수치를 가지고 있다"라는 결론을 내렸다.

## 구조 노력

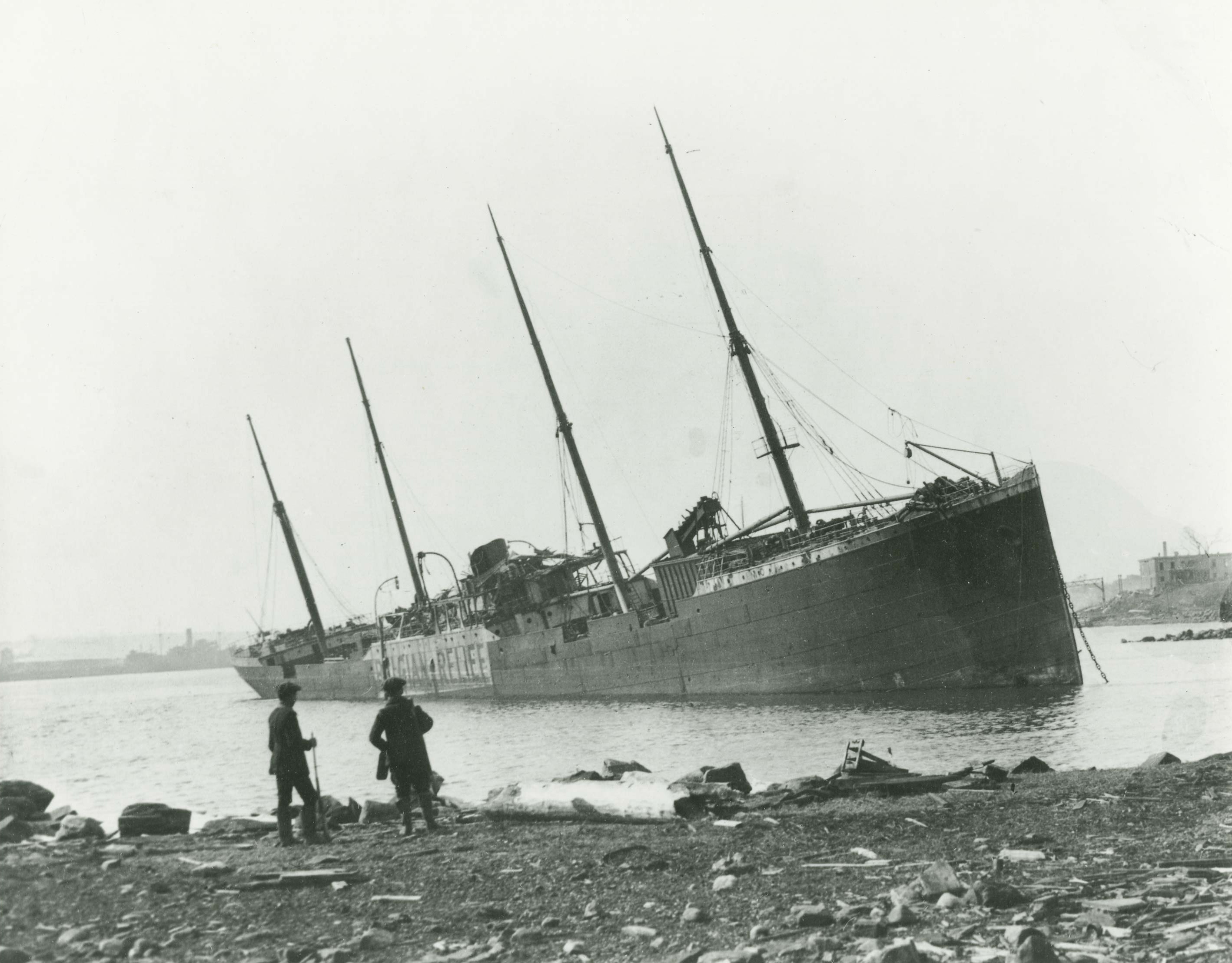
핼리팩스 대폭발 이후 파괴되어 좌초된 SS 이모.

최초의 구조 노력은 생존자들이 희생자들을 건물 잔해로부터 구조하는 작업에서 시작했다. 이후 생존한 경찰, 소방서, 군 부대 등이 도착하여 비공식적인 구호 작업이 진행되었다. 얼마 되지 않아 수많은 희생자들이 시내의 병원에 몰려들면서 인산인해를 이루었다.
항구에 정박해 있던 영국 왕립 해군의 순양함과 무장 상선들도 잘 조직된 구조 인원들을 보냈다. 순양함 HMS 하이플라이어(HMS Highflyer), HMS 나이트 템플러(HMS Knight Templar), HMS 칼가리안(HMS Calgarian) 등은 구조 인력과 의료 인력들을 지원하였고, 수많은 부상자들을 구조하였다. 또한, 석탄을 나르기 위해 정박해있던 미국의 연안 경비정 모릴(USCG Morrill) 호도 구조 인력을 지원하였다. 항구 바깥에서는 핼리팩스 80 km 지점을 지나고 있던 미국 순양함 USS 타코마(USS Tacoma)와 무장 상선 등이 항로를 바꾸어 핼리팩스 항으로 진입했다. 미국의 증기선 올드 콜로니(Old Colony) 호는 폭발 당시 수리 목적으로 정박 중이었는데 폭발에 의한 피해를 거의 받지 않았으므로 폭발 이후 항구에 정박 중이던 영국 및 미국 해군 선박에서 나온 의료진들의 병원선으로 사용되었다.
폭발 사고 직후, 생존자들은 폭발이 독일 공군의 폭격 때문인 것은 아닌지 우려하였다. 때문에 인근 군 부대는 혹시 모를 독일군의 공습에 대비하였지만 나중에 폭발 지점을 찾기 위한 체제로 전환하였다. 인근에서 동원 가능한 군 부대는 모두 동원되어 생존자들을 구조하고 이들을 두 개의 야전 병원을 포함한 시내의 병원으로 이송하였다.
철도 공사장에서 살아남은 철도 노동자들도 구조 작업에 참여하였다. 뉴브런즈윅 주의 세인트존에서 출발한 야간 열차는 폭발 순간에 막 도시에 진입하고 있었으나 피해는 경미했다. 이 열차는 목적지인 리치먼드까지 계속 이동하다가 나중에 철길이 파손되어 정지하였다. 승객들과 군인들은 차내에 비치되어 있던 비상 장비를 이용해 구조 작업에 참여하였고, 침대차에 타고 있던 사람들은 구조된 사람들에게 담요를 제공하였다. 열차는 다음날 1시 30분에 의사 한 명과 수많은 부상자들을 싣고 노바스코샤주의 트루로 시로 이동하였다.
그러나 여전히 2차 폭발이 있을지도 모른다는 공포감은 여전했다. 특히 웰링턴 막사에서 발생한 환풍기의 화재로 인한 연기 때문에 이러한 소문이 부풀려졌다. 화재는 금방 진압되었지만 그로 인해 발생한 연기는 2차 폭발에 대한 공포심을 부추겼다. 이러한 소문이 계속 확산되면서 수많은 가족들이 고향을 떠났으며, 소문과 관련된 조치가 취해지기 전까지 계속 혼란이 지속되기도 하였다. 제복을 입은 공무원들은 지역을 떠나라는 명령을 내렸다. 그러나, 많은 구조대원들은 이러한 명령들을 무시하고 항구에서 구조 작업을 계속했다.
노바스코샤 주 부총독 맥칼럼 그랜트(MacCallum Grant)는 시민들과 함께 핼리팩스 구호 위원회를 창설하였다. 위원회는 핼리팩스와 다트머스 지역에 의료, 교통, 음식물 및 임시 거주지 등을 제공하였다.
캐나다 북부 지역과 미국 북동부 지역에서도 구호 열차가 속속 도착하였다. 처음으로 도착한 것은 노바스코샤 주 트루로에서 오전 10시에 출발한 열차로, 의료 인력과 각종 물품을 싣고 도착하여 오후 3시 경에 부상자들과 사고로 집을 잃은 사람들을 싣고 다시 트루로로 돌아갔다. 그러나 노바스코샤 주 로킹엄에서 철로가 끊겨 구조대는 어쩔 수 없이 파괴된 도시를 가로질러 이제 막 군 부대가 길을 정리하기 시작한 곳으로 걸어서 이동해야 했다. 저녁 무렵에는 10여 대의 열차가 캐나다 각지에서 도착하였다.
그러나 구조 작업은 사고 다음날 핼리팩스에 몰아친 눈보라로 인해 지연되었다. 이날 폭설로 인해 핼리팩스에는 41cm의 눈이 쌓였으며, 이로 인해 캐나다와 미국에서 출발한 열차들은 멈춰섰고 폭발 사고 직후 긴급히 복구한 전보 시설은 곧 먹통이 되었다. 때문에 핼리팩스 시 전체는 고립되었지만 구조 위원회는 생존자들을 찾기 위해 눈보라 속에서도 불을 밝히고 계속해서 구조 작업을 이어나갔다.

## 인명 피해 및 재산 피해

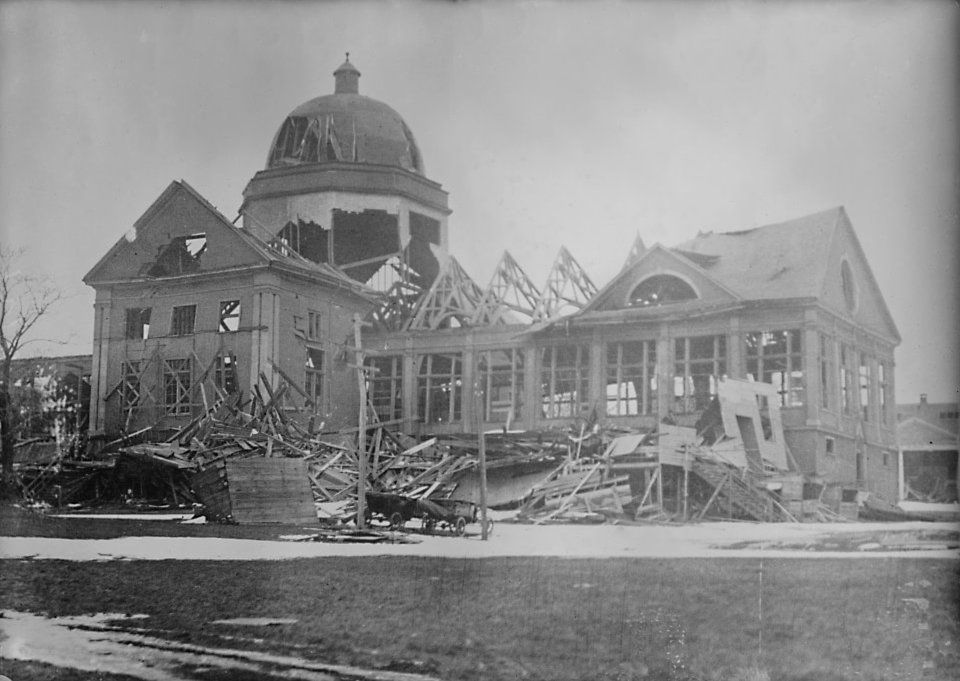
폭발 후의 핼리팩스 왕립 전시장. 건물의 잔해는 1919년까지 계속 출토되었다.

사고로 사망한 사람의 정확한 숫자는 알려져 있지 않으나, 보통 2,000명 정도로 추정한다. 2002년 노바스코샤주의 공식 문서에 따르면 1,950명의 희생자가 있었다고 한다. 사고 직후 폭발의 후폭풍, 해일, 건물 붕괴로 인해 1600명이 그 자리에서 즉사했다. 시신은 1919년 여름까지도 계속 발굴되었다. 여기에 9,000명의 부상자가 발생했는데 이 중 6,000명 정도는 중상이었다. 1,630가구는 폭발과 그로 인한 화재로 완전히 파괴되었으며, 12,000개 이상의 집이 파손되었다. 이로 인해 거의 6,000명에 달하는 사람들이 집을 잃었고 25,000명 정도의 사람들이 적절한 거주 시설도 없이 살아야 했다. 또, 도시의 공업 지구도 크게 파괴되어 수많은 근로자들이 죽거나 부상을 입었으며, 항구도 크게 파손되었다. 이렇게 사고로 죽은 사람은 제1차 세계대전에서 전사한 노바스코샤 주민들의 숫자보다도 더 많았다. 만 15세 미만의 어린이들이 600명가량 희생되었으며, 노동자 166명, 군인 및 선원 134명, 제조업자 125명, 철도 근로자 39명이 사망하였다.

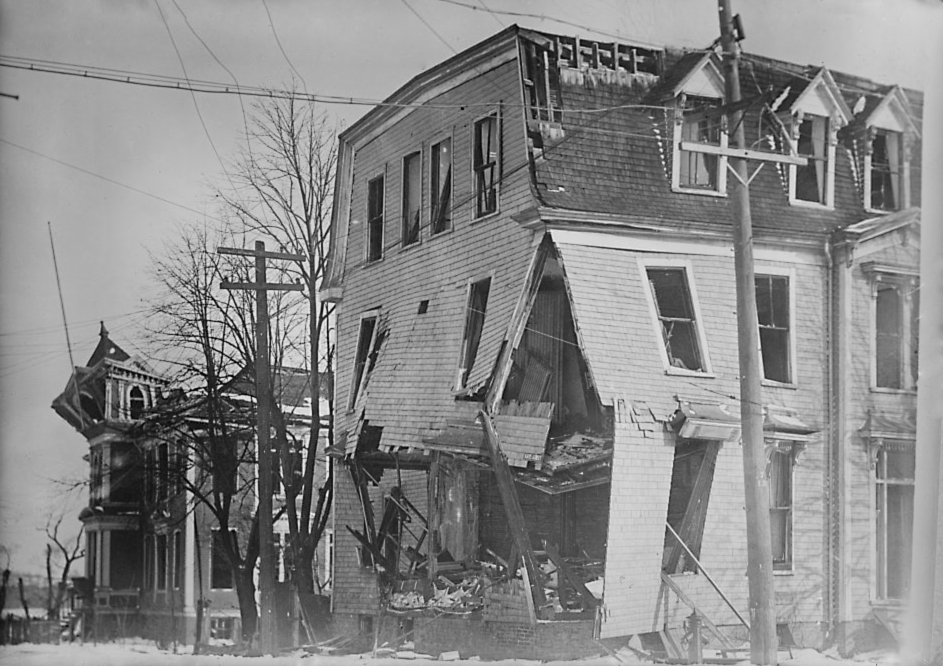
폭발 후의 성 조셉 수녀원.

부상자들 대부분은 폭풍으로 인한 2차 피해로 인한 피해자들이 대부분이었다. 수많은 사람들은 폭발 직전 항구에서 일어난 화재를 구경하기 위해 모여들어 있었고 건물 안에서 보고 있던 사람도 많았다. 때문에 부상자 대부분은 유리 파편에 맞거나 폭발 섬광으로 인해 부분 실명을 했다. 약 600명의 사람들이 시력을 잃었으며, 이 중 38명은 영구적으로 실명하였다. 그러나 눈 부상자들을 치료하는 과정에서 의사들은 안구 관련 질병들에 대해 더 잘 이해하게 되어 손상된 눈을 치료하는 방법이 크게 향상되었고 핼리팩스는 국제적인 시각 장애인 치료 센터로 자리매김하게 되었다.
재산 피해로는 1917년 환율 기준 약 3500만 캐나다 달러의 재산 피해가 발생하였으며, 이는 현재 가치로 치면 5억 4500만 캐나다 달러(한화 5,135억6,440만 원)에 해당하는 피해이다.

## 영향을 받은 지역
핼리팩스 북쪽 끝의 도시인 리치몬드는 폭발 사건으로 인해 가장 많은 피해를 받았고, 이외에도 다양한 도시와 지역이 폭발의 영향을 받았다.

### 다트머스
항구의 다트머스쪽 지역은 핼리팩스 만큼 조밀하지 않고 폭발 당시에는 항구와는 거리가 떨어져 있었지만, 여전히 큰 피해를 입었다. 다트머스 지역에서만 약 100명이 사망한 것으로 추측하고 있다. 창문은 산산조각났고, 올렌드 맥주 공장 및 스타 제조회사 건물을 포함한 많은 건물들이 손상되거나 파괴되었다. 노바스코샤 병원이 다트머스 지역의 유일한 병원이었기 때문에 피해자 대부분은 이 건물에서 치료를 받았다.

### 믹맥 정착지
다트머스 해안에는 핼리팩스 제9부두 방향을 정면으로 마주보는 방면에서 터프트 만(Tuft's Cove) 또는 터틀 그로브(Turtle Grove)라고도 알려진 지역에 소규모 믹맥인 정착지가 형성되어 있었다. 이는 18세기부터 존재한 공동체로, 11월 6일에 인디언 보호 구역으로 지정될 예정이었다. 폭발 당시 20가구 미만의 사람들이 살고 있었으며, 아직까지는 주민들의 이주가 없었다. 항구 양쪽에 있던 사람들은 몽블랑 호에 발생한 연기에 관심을 가지고 쳐다보고 있었고, 폭발로 인해 발생한 해일로 인해 공동체는 완전히 붕괴되었다. 구전되는 이야기 이외에는 이들의 피해에 대한 정보는 거의 없다. 노바스코샤 주의 공식 문서에는 9명의 시체가 수습되었고 해일로 인해 정착은 완전히 끝났다고 한다.

### 아프리시빌
베드퍼드 분지의 남동쪽 해안에 위치한 아프리시빌에는 흑인들의 정착지가 형성되어 있었다. 이곳은 핼리팩스 반도에 인접한 지역으로, 남쪽에 위치한 고지 덕분에 직접적인 폭발 피해는 없었다. 그러나 아프리시빌의 작고 약한 집들은 폭발로 인해 크게 훼손되었고, 나중에 이들을 구조하러 온 의사의 증언에 따르면 파괴가 심하기는 했지만 집의 뼈대는 살아있었다. 지역 주민들이 기록한 바에 따르면 이 지역에서는 5명이 사망했다.
그러나 아프리시빌에 대한 보상금은 다른 지역에 비해 현저히 낮았다. 이 지역에서 오직 한 사람만이 집의 파손으로 인한 보상금을 받았고, 아프리시빌은 기부로 모인 구호 성금 2100만 달러 중 극히 일부만을 받았고 도시 재건에는 아무 투자도 받지 못했다.

## 의인(義人)
폭발 사고 이후, 여러 해 동안 수많은 개인과 단체가 구조 및 구호 활동에 참여하였다. 아래는 구조 과정에서 헌신적으로 참여했거나 사람들을 구하기 위해 희생한 사람들의 자세한 활동 내역이다.

### 빈스 콜먼
캐나다 식민지 횡단 철도(Intercolonial Railway of Canada)의 운행 관리원이었던 패트릭 빈센트 콜먼(Patrick Vincent Coleman)은 폭발이 발생한 제6부두에서 불과 400미터 떨어진 지점에서 열차를 운행하고 있었다. 콜먼과 그의 동료인 윌리엄 로벳(William Lovett)은 몽블랑 호에서 인화성 화물에 불이 나 선원들이 탈출했다는 사실을 알게 되었다. 그러나 그는 얼마 지나지 않아 뉴브런즈윅의 세인트존에서 오는 열차가 진입할 것임을 떠올렸다. 그는 모스 부호로 이 사실을 알리고 로벳과 함께 떠났다. 이후, 알려지지 않은 이유로 인해 그는 혼자 돌아와 열차들을 멈추라는 내용의 긴급 전보를 계속해서 보냈다. 다음은 그가 보낸 전보 내용이다.
Hold up the train. Ammunition ship afire in harbor making for Pier 6 and will explode. Guess this will be my last message. Good-bye boys.
지금 즉시 모든 열차를 멈추십시오. (핼리팩스) 항구의 제6부두에서 인화성 물질을 실은 배에 불이 나 곧 폭발할 것 같습니다. 아마 이게 내가 남기는 마지막 말이 되겠죠. 안녕, 친구들.
콜먼의 전보는 핼리팩스로 진입하는 모든 열차를 멈추었다. 전해지는 바로는 식민지 횡단 철도에 위치한 모든 역에서 역장들이 모두 즉시 대응하는데 큰 도움이 되었다고 한다. 세인트존에서 출발한 10번 심야 열차는 경고를 전달받고 로킹엄에서 안전한 거리를 유지하는데 성공하여 300명의 승객을 살렸다. 이 열차는 나중에 사고로 집을 잃은 생존자들과 부상자들을 트루로로 옮기는데 사용되었다. 콜먼은 전보를 보낸 후, 폭발로 인해 사망하였다.

### 예인선 스텔라 마리스
충돌 당시, 두개의 평저선을 견인하던 예인선 "스텔라 마리스"는 즉시 불이 난 것을 확인하자 바지선을 정박하고 6부두를 향해 증기를 내뿜었다. 예인선 선장 호라티오 H. 브레넌과 승무원은 그들이 가지고 있는 작은 호스 하나로는 화재를 진압할 수 없음을 깨닫고 신속하게 불타고 있는 몽블랑 배에서 물러섰다. 그리고 나서 그들은 포경선 HMS 하이플라이어에 다가갔다. 사령관 톰 트리그스는 부딪힌 배의 상태를 확인하기 위해 배 이모를 도중에 견인할 것을 요청했다. 선장 호라티오 브레넌은 이를 따랐다. 이를 이룬 후, 스텔라 마리스는 몽블랑 배와 불과 180m밖에 떨어져 있지 않았다. 이 시점에서, 그들은 8명의 자원봉사자가 탑승한 증기 함재정 HMS 니오베에게 큰 소리로 외쳤다. 영장을 들고 온 갑판병 알버트 메티슨은 화재가 옮겨붙는 것을 막아 부두에서 배를 멀리 보내기 위해 프랑스 선박 선미에 묶을 수 있는 굵은 밧줄을 요구했다. 처음 나온 5인치(127mm)짜리 밧줄은 너무 작다고 생각하고 더 굵은 10인치(254mm)짜리를 가져올 것을 요구했다. 폭발이 발생할 당시에는 굵은 밧줄을 가지고 오는 도중이었다. 폭발로 인해 포경선, 함재정에 탄 사람 전원 스텔라 마리스에 탄 사람 24명중 19명이 사망했다. 스텔라 마리스는 심각하게 파괴된 상태로 리치몬드 해안에 떠밀렸다. 선장의 아들인 갑판장 발터 브레넌은 폭발로 인해 날라가 버렸고, 부갑판장 윌리엄 니커슨과 다른 3명만 살아남았다.

### 소방관
핼리팩스의 소방관들은 처음으로 폭발 사고에 대처한 이들 중 하나였다. 그들은 화재가 발생한 몽블랑 호 근처로 신속히 출동하여 폭발이 발생하기 직전까지 화재를 진압하기 위한 시도를 하였다. 또한, 그들은 폭발 당일 밤에 스피링힐(Springhill), 애머스트(Amherst), 멍크턴에서 열차를 타고 도착한 소방관들과 힘을 합쳐 폭발 사고 이후에도 파괴된 도시를 통제하는데도 핵심적인 역할을 하였다.
핼리팩스 지역 소방서는 폭발 사고 당시 8개의 소방서에 122명의 소방관(이들 중 36명은 정규직)과 13개의 소방 장비 및 30개의 호스를 갖추고 있었다. 이들 중 웨스트 가 소방서가 제6부두에 제일 먼저 도착하였다. 그들은 제6부두에서 몽블랑 호가 위험에 빠지자, 근처 조선소에 경보를 내렸다. 원래 조선소 경보는 소방서에서 일상적인 것이었으나, 그 날의 경보는 핼리팩스의 노스 엔드(North End)에 위치한 상점에서도 보여 가게 주인이 신고할 정도였다. 그 가게는 캠프벨 로에 위치했는데 이는 몽블랑 호를 정면에서 볼 수 있었으며, 당시 전화기가 설치된 몇 안되는 건물 중의 하나였다. 가게 주인은 오전 8시 45분 경에 신고를 했다. 그러나 경보에도 불구하고 소방관들 중 아무도 폭발 물질이 실려있다는 사실을 몰랐다. 하지만 인근에 위치한 4개의 소방서가 그 신고를 받고 출동하여 선박 승무원이 그때까지도 배에 타고 있었다고 여겨진다.
소방서장 에드워드 P. 컨던(Edward P. Condon)과 보좌 윌리엄 P. 브런트(William P. Brunt)는 브런즈윅 가에 그 다음으로 도착하였다. 그때쯤 되자, 이미 열기가 너무 세어 아무도 그 화염을 똑바로 쳐다볼 수 없었다. 컨던은 다시 한번 경보를 울렸다. 마침내 폭발 직전이 되자, 불이 부두에 옮겨붙기 시작하였고, 불을 끄기 위해 호스를 작동시켰다.
그러나 결국 9시 4분 경에 폭발이 일어났고 결국 핼리팩스 소방서 직원 9명이 임무 수행 중 사망하였다.
한편, 화재 진압 도중 인근에서 도착한 소방관들은 자신들의 호스 규격과 핼리팩스의 소화전 규격이 맞지 않아 차질을 빚었다. 이는 제1차 세계대전 이후 호스의 표준화된 규격을 정하는 하나의 원인이 되었다.
1992년 12월 6일, 핼리팩스 대폭발 75주년 기념 행사에서 핼리팩스 소방서는 현재 4번 소방서에 사망한 소방관들을 위한 기념비를 세웠다.

## 유명한 생존자

### 에릭 데이비드슨
에릭 데이비드슨은 폭발 당시 만 2세였다. 그가 창 문턱에서 장난감 기차를 가지고 놀 때, 그의 어머니와 여동생이 항구에서 나는 연기를 목격했다. 폭발로 인한 돌풍이 발생하면서, 창문이 에릭의 얼굴을 덮쳤고 양쪽 눈이 모두 실명되었다. 어린 나이에 장애를 가졌지만 데이비드슨은 1980년 은퇴할 때까지 핼리팩스 도시의 정비사로 근무했다.

### 애시판 앙리
앤 M. 웰시(니에 리진)은 폭발 당시 23개월이었다. 베링턴 거리 북부에 위치한 그의 집에 돌풍이 덮쳐서 집이 날라가서 어머니 앤, 남동생 에드윈과 아버지가 사망했다. 앙리는 폭발 당시 난로 아래로 날라갔고, 난로 아래 재떨이에 떨어졌다. 12월의 추운 날씨 속에서도 따뜻했던 재 덕분에 계속 생존할 수 있었으며, 26시간 후 헨리베리라는 이름을 가진 군인에게 구조되었다. 그녀의 할머니와 이모는 구조 이후 파인힐 병원에서 앙리를 찾았다.

### 빌 오웬
빌 오웬은 1917년 5월 16일에 태어났다. 그는 폭발 당시 생후 2개월이었다. 그는 아마도 자신이 폭발에서 구출된 마지막 생존자일 것이라고 말했다.

## 비난
처음에 핼리팩스에 있던 많은 사람들은 폭발이 독일군의 공격에 의한 것이라고 생각했다. 구조활동 중에도 그러한 공포감은 존재했다. 등화관제와 같은 법이 그때 엄격하게 지켜졌기 때문에 사건의 원인을 찾으려는 노력을 방해했다. 핼리팩스 헤럴드(Halifax Herald)의 기사도 이러한 믿음을 지속해서 전파했다는 점에서 주목할만하다. 예를 들어 신문기사에서는 독일군이 폭발 피해자들을 무시했다고 보도했다. SS 이모의 노르웨이인 키잡이인 욘 요한센(노르웨이어: John Johansen)이 폭발로 인해 얻은 심각한 부상을 치료받고 있을 때 헌병 쪽에서는 그가 수상한 행동을 하고 있다는 보고를 접수받았다. 요한센은 그가 몸에 지니고 있던 편지가 독일어로 추정된다는 조사를 받고 독일 스파이라는 혐의로 체포되었다. 후에 그 편지는 노르웨이어로 쓰였음이 밝혀졌다. 토마스 벤슨(Thomas Benson) 소장은 SS 이모의 변호사 찰스 J. 버첼에게 보낸 편지에서 요한센을 다른 사람으로 착각하였다고 말하며 무죄라고 하였다. 폭발 직후에는 핼리팩스에 거주하고 있던 대부분의 독일계 생존자들이 체포되어 수감되기도 하였다. 결과적으로 요한센이 폭발 사고를 주동했다는 의심이 잠시 남아있기는 하였으나, 폭발 원인이 밝혀짐에 따라 공포감은 잦아들었다.
사고 규명 위원회는 두 척의 배가 충돌하여 폭발을 일으킨 것이라고 결론내리고 프랑스 화물선 SS 몽블랑의 선장 르 메디치와 도선사 프랜시스 맥키, 캐나다 왕립 해군 소속의 항구 최고 담당자 F. 에반 와이엇(F. Evan Wyatt)에게 책임이 있다고 발표했다. 그러나 결과적으로 볼 때 이들 세 명에게 모든 책임을 떠넘긴 것은 폭발로 인한 대중의 분노와 공포를 가라앉히기 위한 정치적 수단으로 비난받고 있다. 실질적인 캐나다 정부의 조사 발표는 1918년 3월 이후에 이루어졌다.

## 조사
폭발 이후, 사고 원인을 조사하기 위하여 진상 규명 위원회가 결성되었다. 최초의 절차는 1917년 12월 13일 핼리팩스 법원에서 시작되었다. 1918년 2월 4일의 위원회 발표에서는 SS 몽블랑의 선장 르 메디치와 도선사 프랜시스 맥키, 수로와 방잠망을 책임지는 항구 총책임자 F. 에반 와이엇 등이 충돌을 막지 못한 책임이 있다고 하였다. 르 메디치와 프랜시스 맥키는 발표 직후 체포되었고 와이엇은 다음날 아침에 체포되었다. 세 사람 모두 과실치사와 직무 태만 등의 혐의로 체포되었다. 그러나 노바스코샤 주 대법원의 판사 벤자민 러셀(Benjamin Russel)은 이러한 혐의에 대한 증거가 없다는 것을 파악하였고, 1918년 4월 17일까지 모든 재판을 기각하거나 끝냈다.
조사 위원회의 재판관은 최초의 민사소송을 맡아 1918년 4월 27일 몽블랑 호에 모든 책임이 있다고 판단하였다. 이후 캐나다 대법원의 1919년 5월 19일 판결과 영국 런던의 추밀원 사법 위원회의 1920년 3월 20일 판결에서는 몽블랑 호와 이모 모두 항해 도중의 실수로 인해 충돌하게 되었으므로 양측 모두에 동등한 책임이 있다고 판결하였다.
르 메디치 선장은 프랑스로 돌아가 프렌치 라인(French Lines)에서 계속 근무하였다. 와이엇 사령관은 그의 명성과 경력에 큰 오점을 남긴 채로 아내 도로시와 함께 핼리팩스를 떠나 몇 년간 선원으로 일했다. 프랜시스 맥키는 핼리팩스에 남았다. 사고 이후 체포될 때 그는 자발적으로 조종사 자격증을 내놓았으나, 재판이 끝난 뒤에도 당시 캐나다 해양수산부 장관 C. C. 발란타인(C. C. Ballantyne)은 맥키에게 자격증을 돌려주는 것을 거부하였다. 맥키는 일생동안 모은 노후 대비금으로 연명하면서 4년 동안 복직을 위해 노력하였다. 결국에는 1922년 발렌타인 데이에 새로 부임한 해양수산부 장관이 그의 자격증을 돌려주었다. 맥키와 그의 가족은 1961년 12월 31일 맥키가 사망한 후에도 몽블랑 호를 잘못 조종한 조종사라는 짐을 지고 살아야 했다.

## 재건
리치몬드와 이웃한 노스 엔드 핼리팩스는 사고 이후 재건에 힘썼다. 1917년의 리치몬드는 노동자 계급이 거주하는 지역으로 포장된 도로도 거의 없고 쓰레기 처리도 불규칙적으로 이루어지는 지역이었다. 그러나 폭발 이후 핼리팩스 구호 위원회는 리치몬드를 재건하여 도시의 북부를 현대화시키고 삶의 질을 높이는 기회로 여겼다. 영국인 도시 계획 담당자 토마스 애덤스(Thomas Adams)와 몬트리올의 건설업자 조지 로스(George Ross)는 리치몬드의 새로운 주택 계획에 참여하였다. 계획에 따라 폭발 사고로 집을 잃은 수백 명의 사람들을 위한 300개 이상의 대형 주택이 들어섰고 포장 도로가 깔렸으며, 집은 모두 압축 시멘트로 구성된 하이드로스톤(hydro-stone)이라는 새로운 방염 물질로 지어져 있었다.
재건 작업이 끝난 이후, 하이드로스톤 주택, 기업체, 공원 등은 핼리팩스 북부 지역의 공동체에 새로운 활기를 띠게 하였다. 애덤스와 로스는 노동자 계급과 빈민들을 위한 재건 사업에 새로운 시각으로 접근하였다. 이렇게 최신식의 건축 사업을 노동자 계급 및 빈민들에게 시행하는 것에 대한 상류 계급의 비판도 있었으나, 현재까지도 이런 하이드로스톤 마을은 아직도 지역의 특색으로 남아 있으며, 이후 현대의 도시 계획 개념에 큰 영향을 미쳤다.

## 유산

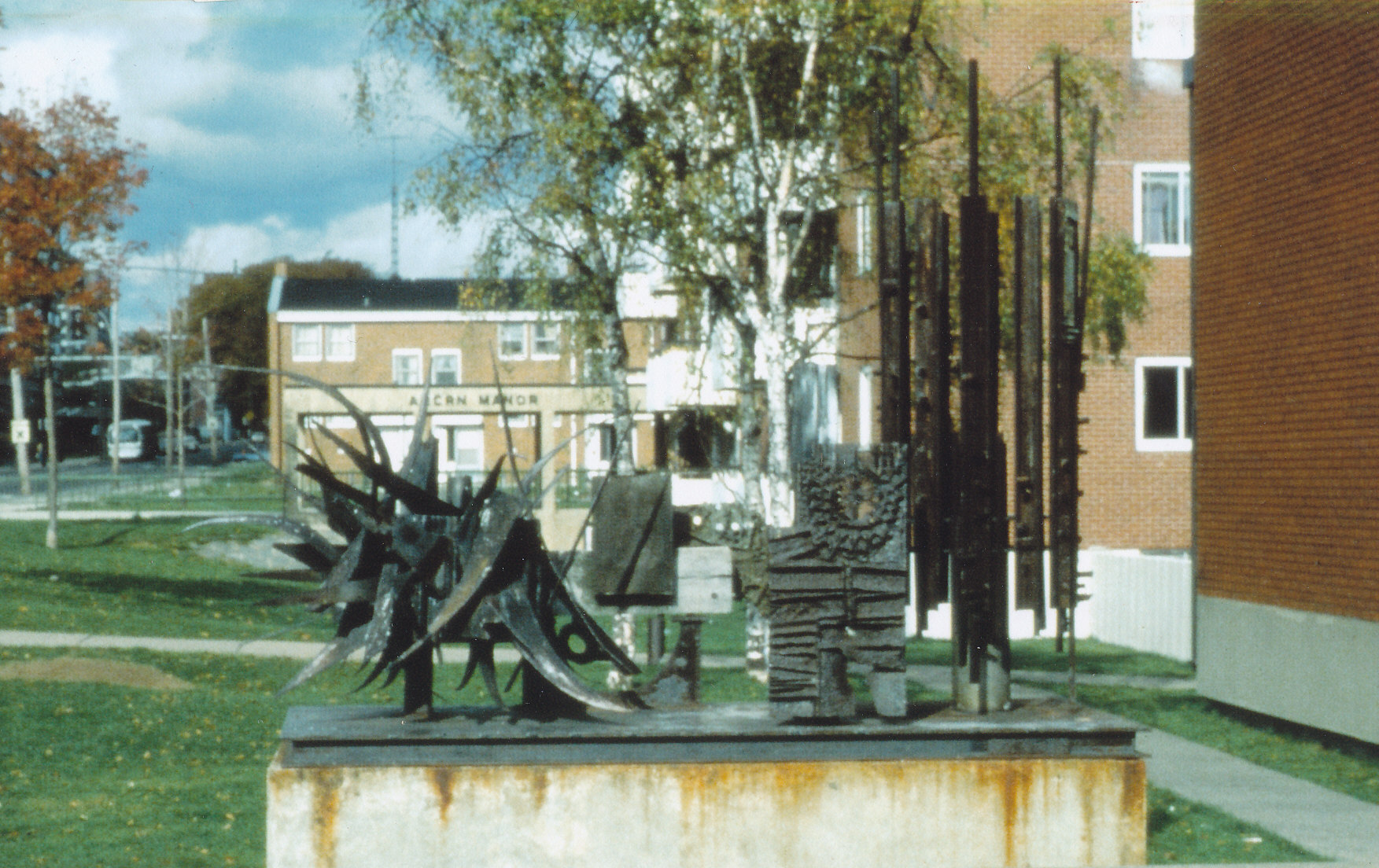
핼리팩스 폭발 기념 조각상, 1985년 작

사고 이후 여러 해 동안 핼리팩스 대폭발은 대형 폭발 사고가 있을 때마다 기준으로 사용되었다. 예를 들어 타임지는 히로시마 원폭 투하를 보도하면서 리틀 보이 폭탄의 위력이 핼리팩스 폭발의 약 7배 규모라는 기사를 내었다.
1966년에는 폭발 사고의 희생자들을 기리고자 핼리팩스 북부 기념 도서관이 건설되었다. 도서관의 입구에는 핼리팩스 폭발 기념 조각상이 세워져 있었다. 1985년에는 핼리팩스 폭발 기념 종탑이 지어져 폭발로 인해 목숨을 잃거나 삶이 바뀐 이들을 추모하고 있다. 종탑은 매년 12월 6일 오전 9시에 열리는 추모 행사가 열리는 장소가 되었다. 레이디 해먼드 가에는 폭발 당시 임무 수행 중 사망한 소방관들을 기리기 위해 핼리팩스 소방서 기념물이 세워졌다.

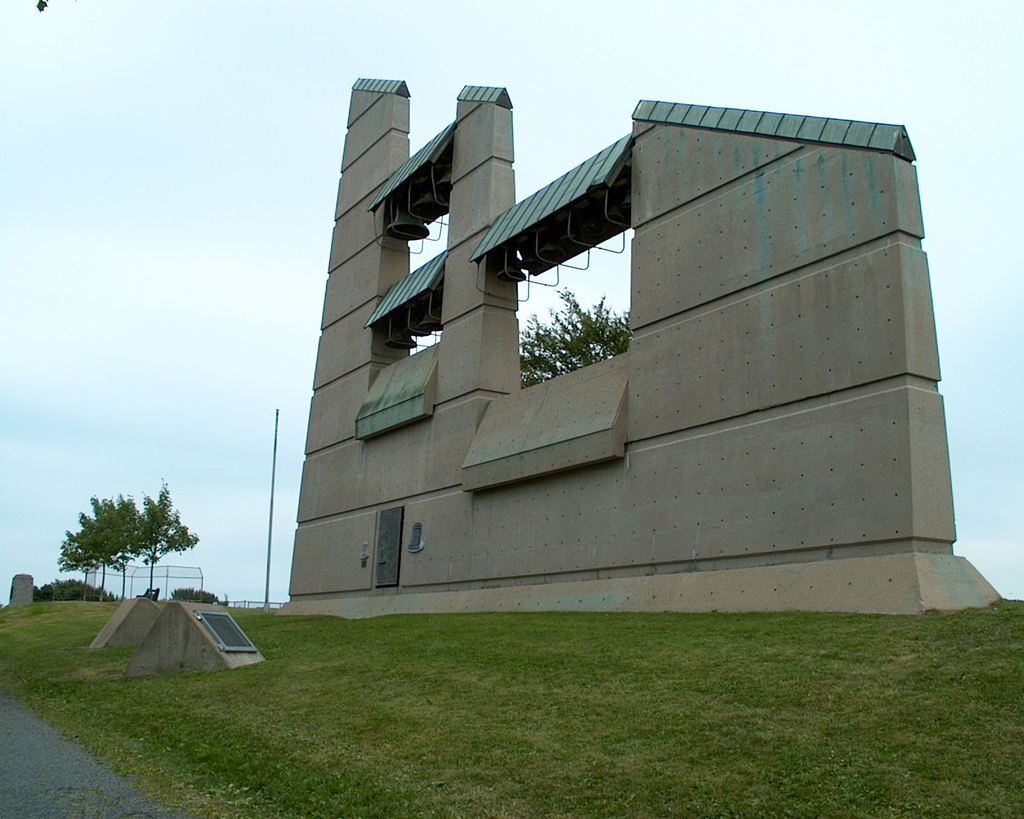
핼리팩스 폭발 기념 종탑

캐나다 작가 휴 맥레난이 쓴 고전 소설 Barometer Rising (1941)은 폭발 당시의 핼리팩스를 배경으로 하고 있었으며, 당시 도시가 받은 영향에 대한 정보를 담고 있었다. 맥레난의 발자취를 따라, 기자 로버트 맥네일은 Burden of Desire (1992)를 썼고, 폭발을 오늘날의 사회적, 문화적 변화에 비유했다. 폭발 이후 폭발에 대한 짧은 중편 소설을 쓴 의무병 프랑크 맥캘비 벨 중령의 첫번째 시도와 비슷하게 맥레난과 맥네일은 폭발을 소설화하기 위해 로맨스 장르를 활용했다. 그의 소설은 다친 병사와 젊은 여자 간의 사랑을 다룬 작품 A Romance of the Halifax Disaster (1918)이었다. Dear Canada시리즈에는 폭발 후에 서술자가 다른 가족을 찾는 내용의 No Safe Harbour이라고 이름붙여진 청소년 도서도 있었다.

## 같이 보기
- 핼리팩스의 역사
- 크기 순 폭발 목록
- 블랙 톰 대폭발 (1916년)
- 포트 시카고 대폭발 (제2차 세계 대전)
- 봄베이 대폭발 (1944년)
- 텍사스시티 참사
- 2020년 베이루트 폭발 사고

## 서지
- Armstrong, John (2002). 《The Halifax Explosion and the Royal Canadian Navy》. Vancouver: UBC Press. ISBN 978-0-7748-0891-0.
- Bird, Michael J. (1962). 《The Town That Died》. McGraw-Hill Ryerson. ISBN 0-7700-6015-3.
- Gilmour, Don (2001). 《Canada: A People's History》 2. Toronto: McClelland & Stewart Ltd. ISBN 0-7710-3340-0.
- Kitz, Janet (1989). 《Shattered City: The Halifax Explosion and the Road to Recovery》. Halifax: Nimbus Publishing Ltd. ISBN 0-921054-30-0.
- Kitz, Janet; Payzant, Joan (2006). 《December 1917: Revisiting the Halifax Explosion》. Halifax: Nimbus Publishing Ltd. ISBN 1-55109-566-1.
- Mac Donald, Laura (2005). 《Curse of the Narrows: The Halifax Explosion of 1917》. Toronto: HarperCollins. ISBN 0-00-200787-8.
- MacMechan, Archibald; Metson, Graham (1978). 《The Halifax Explosion: December 6, 1917》. Michigan: McGraw-Hill Ryerson. ISBN 0-07-082798-2.
- Ruffman, Alan, 편집. (1994). 《Ground Zero: A Reassessment of the 1917 Explosion in Halifax Harbour》. Halifax: Nimbus Publishing Ltd. ISBN 1-55109-095-3.
- Zemel, Joel (2012). 《Scapegoat, the extraordinary legal proceedings following the 1917 Halifax Explosion》. Halifax: SVP Productions. ISBN 978-0-9684920-9-3.

## 전체 인용
- The Town That Died: The True Story of the Greatest Man-Made Explosion Before Hiroshima—A Chronicle of the Halifax Disaster, Michael J. Bird, McGraw-Hill Ryerson, 1967. ISBN 0-7700-6015-3.
- CBC Digital Archives: The Halifax Explosion
- Historica Minutes: Halifax Explosion
- A City of Ruins - A CBC Documentary
- Shattered City - A CBC Mini-Series
- St. Paul's Online - Virtual Tour of St. Paul's

## 추가 자료
- Beed, Blair (2002). 《1917 Halifax Explosion and American Response》. 2nd Edition. Dtours Visitors and Convention Service. ISBN 0-9684383-1-8.
- Explosion in Halifax Harbour: The illustrated account of a disaster that shook the world, David B. Flemming, Formac Publishing, 2004.
- The Halifax Explosion: Surviving the Blast that Shook a Nation, Joyce Glasner, Altitude PRess, 2003.
- The Halifax Explosion: Realities and Myths, Alan Ruffman, 1992.
- Shattered City: The Halifax Explosion and the Road to Recovery, Janet Kitz, Nimbus Publishing, 1989.
- The Survivors: The Children of the Halifax Explosion, Janet Kitz, Nimbus Publishing, 1992.
- The Halifax Explosion December 6, 1917, Graham Metson, McGraw-Hill Ryerson Limited, 1978.
- Miracles and Mysteries: The Halifax Explosion, December, 1917, Mary Ann Monnon, Lancelot Press, 1977.
- The Great Halifax Explosion, Dec. 6, 1917, Joan Horwood, Avalon Publications, 1976.
- Catastrophe and Social Change: Based upon a sociological study of the Halifax Disaster, Samuel Henry Prince, AMS Press, 1968.
- Scapegoat, the extraordinary legal proceedings following the 1917 Halifax Explosion, Joel Zemel, SVP Productions, (2012)
- Barometer Rising, Hugh MacLennan, Collins Publishing, 1941.
- A Bolt of Blue, Joseph Sheldon, Cox Brothers Halifax, 1918.
- Heart Throbs of the Halifax Horror, Archibald MacMechan and Stanley K. Smith, G.E. Weir Halifax, 1918.
- Too Many To Mourn - One Family's Tragedy in the Halifax Explosion, James Mahar and Rowena Mahar, Nimbus Publishing, 1998.
- Edmund Gilligan, "Death in Halifax," American Mercury, v. 43, no. 170 (Feb. 1938) 175-181.